# Église Saint-Pierre de Vic-sur-Cère
Pour les articles homonymes, voir Église Saint-Pierre.
L'église Saint-Pierre est une église catholique située à Vic-sur-Cère, dans le département français du Cantal en France.

## Localisation
L'église est située dans la partie haute de l'ancien bourg de Vic-sur-Cère, en bordure du ruisseau de l'Iraliot et en contrebas de la motte de l'ancien château féodal.
La place qui est devant était un cimetière, bordé par les bâtiments de l'ancien bailliage de Vic: hôtel, auditoire, geôle.

## Description
Le clocher est roman et date du XIIIe siècle, avec une forme octogonale qui est caractéristique des églises du Carladès. La nef, qui comprend quatre travées voûtées d'ogive, a été reconstruite au XVe siècle par la vicomtesse de Carlat, Bonne de Berry et par son fils Bernard VII d'Armagnac dont les armes figurent sur les clefs de voûte. Le chœur-abside rectangulaire comporte deux travées aussi voûtées d'ogive, mais du XIIe siècle avec des clefs ornées figurant l'une les clefs de Saint Pierre, l'autre un Agnus Dei.
La nef était flanquée de six chapelles latérales qui étaient celles de différentes familles, d'après un plan qui se trouve aux archives diocésaines.
- du côté droit du chœur:
  - famille des seigneurs de Vic, devenus Comblat,
  - famille de Sobrier de Laubret (héritière de la famille de Boisset de la Salle),
  - et famille del Rieu
- du côté gauche du chœur:
  - famille de Miramon des seigneurs de Pesteils,
  - famille de Sistrières,
  - et famille des seigneurs de Comblat.

La chapelle tout au fonds en face de l'entrée était celle de la confrérie du Saint-Esprit, qui était souvent celle chargée de l'assistance aux pauvres et aux déshérités. Un document antérieur, mais non daté, indique qu'elles avaient toutes une clef armoriée, à l'exception de celle de Sainte-Claire où il " n'y a que l'imaige de Sainct Claire en painture sur une des vitres". Toutes ces chapelles ont été reconstruites dans le style ogival en 1903, afin d'élargir l'église de deux travées de bas-côtés, en même temps que le porche de l'église.
Les fenêtres sont toutes ogivales avec sept vitraux, fabriqués dans deux ateliers de Nancy, qui représentent le patron de l'église et les nouveaux patronages des chapelles :
- Chœur (baies Sud ):
  - Vocation et investiture de saint Pierre, écu armorié avec "Sceau du siège d'appeaux" ;
  - Délivrance et crucifixion de saint Pierre, deux écus armoriés avec "Ville de Vic" et "Religieuses de Vic" ;
- Chœur (baies Est) :
  - Saint Pierre devant le Christ glorieux, inscriptions : "L'abbé Delmas".
- Travées au Nord :
  - Sainte Jehanne d'Arc avec sur son étendard : "Dieu le veut ";
  - la Vierge de Douleur ;
  - Sainte Philomène ;
  - Sainte Élisabeth de Hongrie ;
- Travées au Sud :
  - le Sacré-Cœur ;
  - Saint Joseph et l'Enfant Jésus ;
  - Saint Antoine de Padoue

## Historique
L'église est considérée par la plupart des auteurs comme ayant été primitivement un prieuré dépendant de l'abbaye d'Aurillac mentionné dans une bulle de Grégoire VII de 1080, mais ce serait dû à une mauvaise lecture du nom. En effet, on trouve peu après Saint Pierre de Vic comme dépendance du monastère de Saint-Flour et plus tard de l'évêque de Haute-Auvergne qui en nommait le curé.
L'église primitive, dont il ne reste que les nombreux modillons replacés dans les murs de façade, fut complètement détruite en 1265 par le sire d'Apchon et les paysans du Falgoux, puis reconstruite dans un style roman tardif dont il reste le clocher. La nef fut à nouveau détruite par les bandes calvinistes et reconstruite par Bonne de Berry, alors vicomtesse de Carlat.
L'église a fait l'objet d'importants travaux de réaménagements de la fin du XIXe siècle. C'est de cette époque que datent le porche, la dernière travée et la tribune, les collatéraux et la façade sud terminés en 1903, les stalles en bois du chœur, les vitraux, la polychromie qui a fait l'objet d'une restauration en 2009.
L'édifice est inscrit au titre des monuments historiques en 1990.

## Mobilier

### Chœur
- L'adoration des bergers, par Issartier[2], 1838, huile sur toile 3,00 x 2,25 m.

### Première chapelle Nord
- La Sainte famille, huile sur toile XVIIe siècle 1,90 x 1,27 m.

### Nef
- Triptyque de la crucifixion, peint en 2011 par le peintre Michel Four et exposé et éclairé au fond de l'église[3].